# Karel Štefl
Karel Štefl (16. března 1946 Nové Město na Moravě – 23. prosince 2017) byl československý lyžař. Závodil za Sokol Nové Město na Moravě. Po skončení aktivní kariéry pracoval jako trenér.

## Lyžařská kariéra
Na X. ZOH v Grenoble skončil v běhu na lyžích na 15 km na 14. místě, na 30 km na 18. místě a ve štafetě na 4x10 km na 9. místě. Na Mistrovství světa v klasickém lyžování 1966 v Oslo skončil v běhu na 15 km na 51. místě. Na Mistrovství světa v klasickém lyžování 1970 ve Vysokých Tatrách skončil v běhu na 15 km na 11. místě, v běhu na 50 km na 20. místě a ve štafetě na 4x10 km na 8. místě. Byl nejlepším československým běžcem na lyžích na přelomu 60. a 70. let.